# Cossacks: European Wars
A Cossacks: European Wars egy valós idejű stratégiai számítógépes játék Windows platformra tervezve, a játékot az Ukrajnai GSC Game World fejlesztő készítette. A játékot először 2001. április 24-én adták ki. A játék egy izometrikus grafikával rendelkezik és a 17-18. századi Európában helyezkedik el. A játék jellegét meghatározza a tizenhat játszható nemzet, melyeknek mindegyike saját építészeti stílussal, technológiával és különböző egységekkel rendelkezik.
A játékosoknak meg kell előzniük az éhezés kialakulását és emellett folyamatosan növelniük kell a hadseregük létszámát. A legfőbb célok az épületek építése és az egyszerűbb erőforrások össze gyűjtése.
A küldetések többféle forgatókönyv között mozgó konfliktusok, mint például a Harmincéves háború és a Osztrák örökösödési háború, és a játék híres a látszólag korlátlan mennyiségű egységeknek a játékosok általi irányításáról. Ez a tulajdonsága lényegesen megkülönbözteti az egyéb játékoktól, mint például a Age of Empires és a Empire Earth-tól.

## Játékmenet

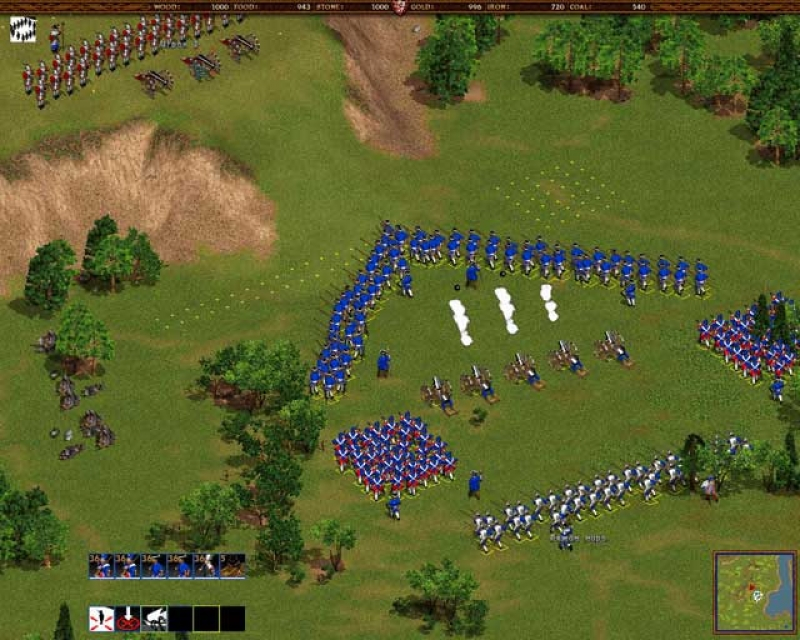
Két hadsereg találkozása

A játékban jelenleg 6 alapvető erőforrás található, amelyek elengedhetetlenek a játékosoknak a katonai győzelem érdekében. Ezek az alábbiak arany, fa, élelmiszer, kő, vas és a szén. Az aranyat, vasat és szenet csak kizárólag bányákból lehet termelni, a bányákat is csak kijelölt (erőforrás) területeken lehet létesíteni. A bányákba küldjük a parasztokat és azok elkezdik a termelést. Az élelem termelést egyrészt a malmok látják el, ezeket a malmokat is a parasztok művelik azaz learatják a búzát és a másik részét pedig halászhajók végzik. A fa és a kő hagyományos eszközök által összegyűjthető vannak olyan területek ahol ezeket be lehet gyűjteni, szintén a parasztok által. Az egységek vagy épületetek építéséhez szükség van adott mennyiségű erőforrásokra. Amennyiben kimerülnek az erőforrások, például az élelem akkor éhínség lesz az adott államban és ennek következtében a játékos egységei meghalnak. Hasonlóképpen ha hiányzik a szén és a vas ebben az esetben, a lövészek és az ágyúsok megszüntetik a tüzelést, az arany hiányában pedig azok az egységek amelyek karbantartást igényelnek azaz akiket fizetnek, lázadást fognak elkövetni az állam ellen és ellenségek lesznek. A gazdasági munkaerő parasztokból áll,akik képesek több feladatot ellátni még az ellenséget is meg tudják támadni. Ha az ellenséges erők többségben lesznek, akkor a parasztok átállnak az ellenség oldalára és hűséget fogadnak nekik.
A Cossacks eltér az egységes valós idejű stratégiai játékoktól, a hadsereg képes különböző katonai formációkat felvenni, ami lehetővé teszik számukra, hogy a magányosan nem megfelelő formációban lévő egységeket megtámadják.
A formációk csoportosítása lehet 15, 36, 72, 120 vagy 196 egységes egységtípus jelenlétében, a formációt a megfelelő tiszt és egy dobos jelenlétében lehet kialakítani. 3 különböző formációból lehet kiindulni és mindegyik formációnak egyedi támadó módszerei vannak.

## Többjátékos (multiplayer) mód
A játék szervere megszűnt ezért nem lehet már játszani online, mivel a GameSpy 2014. július 26-án leállította a játék master szervereit, azonban létrehoztak két új szervert a játék számára, ahol továbbra is lehet játszani online.

## Térképek
A Cossacks-ban számos játszható térkép van. A véletlenszerűen generált térképek mellett elérhető 5 hosszú hadjárat, amelyekről úgy tartják, hogy rendkívül nehezen lehet őket teljesíteni. Ezek a hadjáratok történelmileg pontos helyen, sokszor a gödörben játszódnak, szinte lehetetlen esélyekkel a másik játékos ellen.

## Nemzetek
- Ausztria -
- Algéria -
- Dánia -
- Anglia -
- Franciaország -
- Hollandia -
- Piemont -
- Lengyelország -
- Portugália -
- Poroszország -
- Oroszország -
- Szászország -
- Spanyolország -
- Svédország -
- Törökország -
- Ukrajna -
- Velence -

## Fejlesztés
A Cossacks: European Wars-t az Ukrajnai GSC Game World fejlesztette ki. A játékot már többször megemlítették a művészi adottságai és a nagyszerű grafikája miatt, de különösen a speciális effektusai miatt "felülmúlhatatlan". A másik figyelemre méltó dolog a fa egy olyan technológia, aminek több mint 300 fejlesztési lehetősége van. A cél a Cossacks játék létrehozása volt, mindez 1997-ben kezdődött, amikor a Age of Empires megjelent és a fejlesztése 1998-ban indult. A 17-18 századot azért választották mert a Age of Empires-nek a legkézenfekvőbb folytatása a középkori Európában játszódott volna és a Cossacks ezáltal logikus utódnak tűnt és egyáltalán nem versenytársnak. Eleinte lennie kellett volna egy összecsapásnak Ukrajna és Oroszország között, ha ez bekövetkezett volna nem lenne 4 nemzet: Ukrajna,Oroszország,Európa,és Törökország. A játékot először csak a hazai piacán(Ukrajnában)szerették volna értékesíteni. A  MILIA Cannes kiállítást követően, ahol a demo változata jó értékeléseket kapott elismert emberektől, ezért úgy döntöttek hogy a nemzetek számát 16-ra emelik és a játék értékesítését az egész világra kiterjesztik. Annak érdekében, hogy képesek legyenek játszani a térképen több ezer darab egységgel a játék 2D grafikában játszható.
Az embereknek a száma akik részt vettek a játék fejlesztésében 1998-ban 4 fővel, majd 2000-ben pedig 12 fővel emelték a létszámukat, amikor a projekt kifutott a célig. A munka különböző fázisaihoz a térképek szerzői és a tesztelők is csatlakoztak a fejlesztéshez és 2001 márciusában a Cossacks: European Wars megjelent az üzletekben.
A játék 2011-ben megjelent a Steam platformra is valamint a folytatás a Cossacks II része is kiadásra került.

## Bővítések

### Cossacks: Art of War
Az Art of War volt az első önálló kiegészítő csomag. Hasonlóképpen mint az eredeti Cossacks játékban, ez is a 17-18. században helyezkedik el történetileg és 8000 egységet tudunk irányítani. A Cossacks: Art of War-ba 5 új hadjárat,2 új nemzet(Dánia és Bajorország) és egy pálya szerkesztő került bele. A pályák 16-szor nagyobb új terepen vannak. Mindkét új nemzet rendelkezik egy 18. századi muskétás egységgel, ami különböző tulajdonságokkal bír.

### Cossacks: Back to War
A Back to War a második kiegészítő csomag. A Cossacks: Back to War-hoz 2 új nemzet került hozzáadásra (Svájc és Magyarország). Több új térkép, egy bemutató hadjárat és egy térkép szerkesztő is bele került. Továbbá néhány új egység típus is hozzá lett adva több országhoz, új ágyú típusok és megváltozott néhány paraméter is, mint például az építési idő, a fejlesztések és építési költségek.  

### Hadjáratok bővítése
2002. október 31-én a GSC Game World kiadta a letölthető tartalmakhoz a Cossacks: Back to War csomagot.
Ez a DLC tartalmaz 4 egyjátékos hadjáratot az eredeti játékból "Cossacks: European Wars"-ból és 5 pedig a "The Art of War"-ból, illetve még 9 hadjáratot tartalmaz 63 nehéz küldetéssel.

## Fordítás
- Ez a szócikk részben vagy egészben  a   Cossacks:_European_Wars című angol Wikipédia-szócikk ezen változatának fordításán alapul.  Az eredeti cikk szerkesztőit annak laptörténete sorolja fel. Ez a jelzés csupán a megfogalmazás eredetét és a szerzői jogokat jelzi, nem szolgál a cikkben szereplő információk forrásmegjelöléseként.